# Pontoniopsis
Pontoniopsis is een geslacht van kreeftachtigen uit de klasse van de Malacostraca (hogere kreeftachtigen).

## Soort
- Pontoniopsis comanthi Borradaile, 1915